# Rocco Reitz
Rocco Reitz, né le 29 mai 2002 à Duisbourg en Allemagne, est un footballeur allemand qui évolue au poste de milieu central au Borussia Mönchengladbach.

## Biographie

### En club
Né à Duisbourg en Allemagne, Rocco Reitz est formé par le Borussia Mönchengladbach. Il passe par toutes les catégories de jeunes jusqu'à atteindre le groupe professionnel, repéré par l'entraîneur Marco Rose, qui lui donne sa chance en équipe première.
Reitz joue son premier match en professionnel le 24 octobre 2020, lors d'une rencontre de championnat face au FSV Mayence. Il est titularisé, et son équipe s'impose par trois buts à deux.
Le 3 août 2021, Rocco Reitz est prêté pour une saison au club belge du Saint-Trond VV.
Il fait sa première apparition sous ses nouvelles couleurs le 7 août 2021, à l'occasion d'une rencontre de championnat face au SV Zulte Waregem. Il entre en jeu juste après la mi-temps à la place de Stan Van Dessel mais ne peut empêcher la défaite des siens (1-3 score final).
De retour au Borussia Mönchengladbach à l'été 2022, Rocco Reitz commence la saison 2022-2023 avec son club formateur. Toutefois en manque de temps de jeu, il est prêté le 17 janvier 2023, lors du mercato hivernal au Saint-Trond VV, jusqu'à la fin de la saison.

### En sélection
Rocco Reitz représente l'équipe d'Allemagne des moins de 16 ans, jouant un match en 2017.
Rocco Reitz se fait remarquer dès son premier match avec l'équipe d'Allemagne espoirs en marquant ses deux premiers buts, le 17 novembre 2023 contre l'Estonie. Entré en jeu à la place de Merlin Röhl, il participe à la victoire de son équipe par quatre buts à un.

## Statistiques
Le tableau ci-dessous retrace la carrière de Rocco Reitz depuis ses débuts :

### Statistiques détaillées
| Saison                | Club                     | Championnat           | Championnat | Championnat | Coupe(s) nationale(s) | Coupe(s) nationale(s) | Compétition(s) continentale(s) | Compétition(s) continentale(s) | Compétition(s) continentale(s) | Total | Total |
| Saison                | Club                     | Division              | M.          | B.          | M.                    | B.                    | Comp.                          | M.                             | B.                             | M.    | B.    |
| 2020-2021             | Borussia Mönchengladbach | Bundesliga            | 2           | 0           | -                     | -                     | C1                             | -                              | -                              | 2     | 0     |
| 2022-2023             | Borussia Mönchengladbach | Bundesliga            | 1           | 0           | 1                     | 0                     | -                              | -                              | -                              | 2     | 0     |
| 2023-2024             | Borussia Mönchengladbach | Bundesliga            | 34          | 6           | 3                     | 0                     | -                              | -                              | -                              | 37    | 6     |
| 2024-2025             | Borussia Mönchengladbach | Bundesliga            | 24          | 1           | 1                     | 0                     | -                              | -                              | -                              | 25    | 1     |
| Sous-total            | Sous-total               | Sous-total            | 61          | 7           | 5                     | 0                     | -                              | 0                              | 0                              | 66    | 7     |
| 2021-2022             | Saint-Trond VV (prêt)    | Jupiler Pro League    | 23          | 2           | 1                     | 0                     | -                              | -                              | -                              | 24    | 2     |
| 2021-2022             | Saint-Trond VV (prêt)    | Jupiler Pro League    | 12          | 1           | -                     | -                     | -                              | -                              | -                              | 12    | 1     |
| Sous-total            | Sous-total               | Sous-total            | 35          | 3           | 1                     | 0                     | -                              | 0                              | 0                              | 36    | 3     |
| Total sur la carrière | Total sur la carrière    | Total sur la carrière | 96          | 9           | 6                     | 0                     | -                              | 0                              | 0                              | 102   | 9     |